# Exakt differentialform
En differentialform {\displaystyle \omega =u_{1}({\bar {x}})dx_{1}+u_{2}({\bar {x}})dx_{2}+\cdots +u_{k}({\bar {x}})dx_{k}} av klass {\displaystyle {\textbf {C}}^{1}}, definierad i ett öppet område {\displaystyle \Omega \in {\textbf {R}}^{n}}, säges vara exakt om den är differentialen till ett skalärfält, d.v.s. om det finns ett skalärfält {\displaystyle \Phi } i {\displaystyle \Omega } sådant att
{\displaystyle {\frac {\partial \Phi }{\partial x_{i}}}=u_{i},i=1,2,\dots ,k}
För en differentialform η på en allmän differentierbar mångfald gäller att η är exakt om det finns en form ω sådan att {\displaystyle d\omega =\eta }. Här betecknar d den yttre derivatan.
Varje exakt differentialform av klass {\displaystyle {\textbf {C}}^{1}} är sluten.